# Drosera leucoblasta

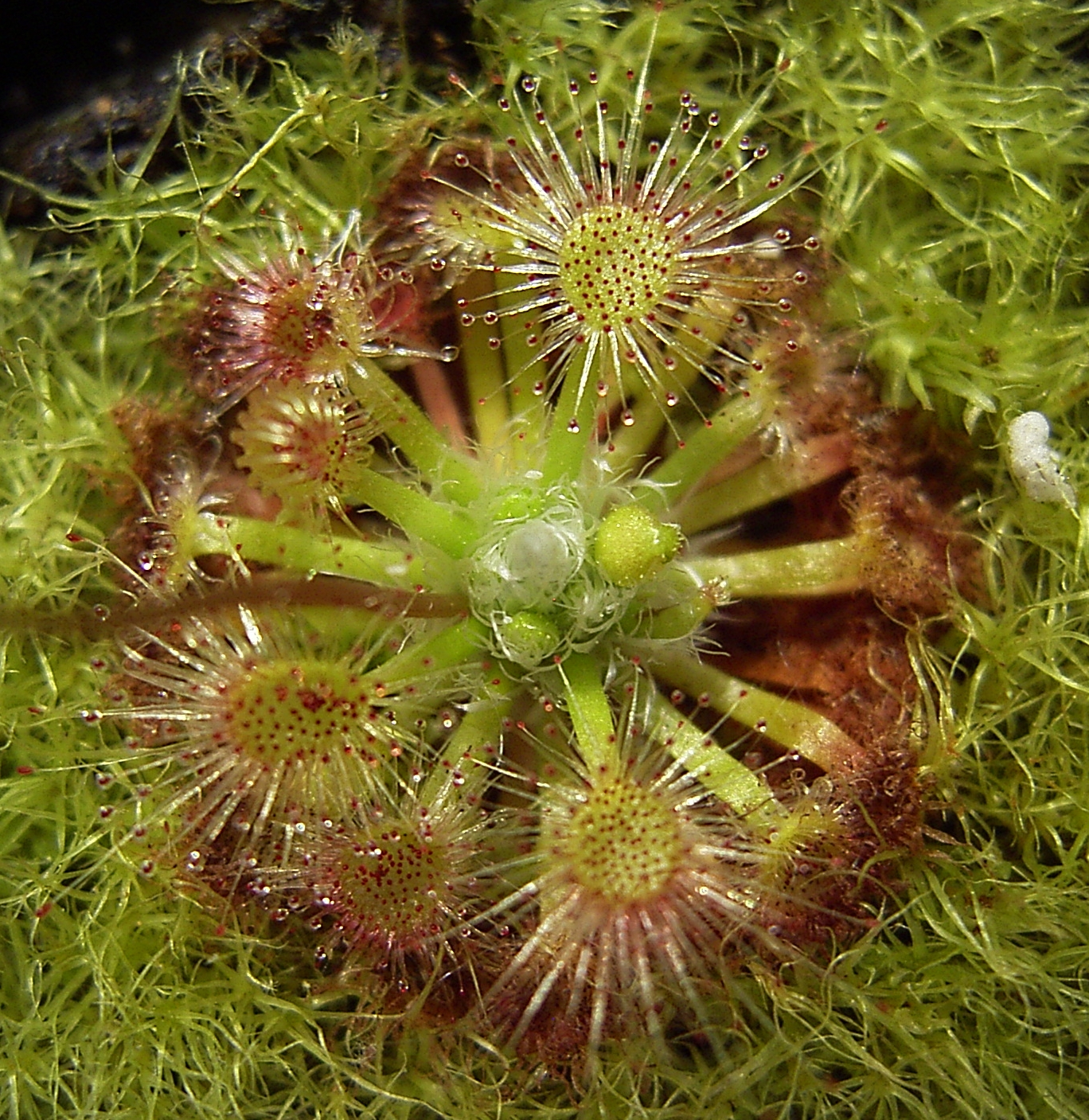
Drosera leucoblasta, Habitus (in Kultur)

Verbreitung von Drosera leucoblasta in Australien

Drosera leucoblasta ist eine fleischfressende Pflanze aus der Gattung Sonnentau (Drosera). Sie gehört zur Gruppe der so genannten Zwergsonnentaue und ist im südwestlichen Australien heimisch.

## Beschreibung
Drosera leucoblasta ist eine mehrjährige, krautige Pflanze. Diese bildet eine flache, kompakte rosettenförmige Knospe aus horizontalen Blättern mit einem Durchmesser von etwa 2 cm. Die Sprossachse ist 3 mm lang und nur mit wenigen oder gar keinen welken Blättern der Vorsaison bedeckt. 
Die Knospe der Nebenblätter ist eiförmig, glatt, 7 mm lang und 4 mm im Durchmesser an der Basis. Die Nebenblätter selbst sind 4 mm lang, 3,5 mm breit und dreilappig. Der mittlere Lappen ist in 3 Segmente unterteilt.
Die Blattspreiten sind annähernd kreisförmig und bis zu 2,2 mm im Durchmesser. Die längeren Tentakeldrüsen befinden sich am Rand, kürzere in Inneren. Die Unterseite ist unbehaart. Die Blattstiele sind bis zu 5 mm lang, am Ansatz 0,7 mm breit und verjüngen sich auf 0,6 mm an der Blattspreite. Sie sind lanzenförmig und mit einigen Drüsen besetzt.
Blütezeit ist Oktober bis November. Die ein, selten auch zwei Blütenstände sind bis zu 12 cm lang und an der Basis sparsam, zur Spitze hin immer dichter mit winzigen Härchen besetzt. Der Blütenstand ist ein Wickel aus 6 bis 9 Blüten an rund 1,5 mm langen Blütenstielen. Die umgekehrt eiförmigen Kelchblätter sind 3 mm lang und 1,8 mm breit. Die Ränder sind glatt und an der Spitze leicht gekerbt. Die Oberfläche ist mit einigen zylindrischen, rotköpfigen Drüsen besetzt. Die orangen, an der Basis rötlich-braunen Kronblätter sind länglich, mit dem keilartigen Finger an der Basis 10 mm lang und 6 mm breit.
Die fünf Staubblätter sind 2,6 mm lang. Die Fäden sind weiß an der Basis, rötlich im Zentrum und wieder weiß an der Spitze. Die Staubbeutel sind blassgelb und die Pollen gelb. Der für gewöhnlich gelbgrüne, an der Spitze oft rötliche Fruchtknoten ist breit umgekehrt eiförmig, 0,9 mm lang und 1,2 mm im Durchmesser. Die 3 rötlichen, horizontal gestreckten Griffel 1 mm lang und 0,1 mm dick. Sie weiten sich für ein kurzes Stück unter der Narbe. Die Narben sind gelb, leicht sichelförmig, 2 mm lang, 0,15 mm an der Basis, erweitern sich schnell auf 0,2 mm und verjüngen sich gleichmäßig auf 0,1 mm bis zur gerundeten Spitze.
Typisch für Zwergsonnentaue ist die Bildung von Brutschuppen: Die eiförmigen, 0,6 mm dicken Brutschuppen werden gegen Ende November bis Anfang Dezember in großer Zahl gebildet und haben eine Länge von ca. 1,2 mm und eine Breite von 0,9 mm.
Die Chromosomenzahl beträgt 2n = 14.

## Verbreitung, Habitat und Status
Drosera leucoblasta kommt nur auf einer kleinen Fläche im äußersten Südwesten Australiens vor. Die Pflanze gedeiht dort auf lehmigem Sand und Lateritböden zwischen und unter niedrigen Büschen auf Heideland. Es sind Populationen bei Esperance, Cranbrook, Arthur River und Brookton bekannt.

## Systematik
Der Name leucoblasta kommt aus dem Griechischen und deutet auf die weiße Knospe aus Nebenblättern hin ("leucos" = weiß; "blasta" = Ruheknospe).